# Caius Sulpicius Galba (consul en 22)
Pour les articles homonymes, voir Sulpicius Galba.
Caius Sulpicius Galba est un sénateur romain du Ier siècle sous le règne de l'empereur romain Tibère.

## Biographie
Caius Sulpicius Galba appartient à la puissante gens patricienne des Sulpicii. Il est le fils de Caius Sulpicius Galba consul suffect en 5 av. J.-C. et de sa première épouse, Mummia Achaica. Il est le frère ainé de Servius Sulpicius Galba, plus connu sous le nom de Galba, qui fut empereur romain du 8 juin 68 apr. J.-C. jusqu'à sa mort le 15 janvier 69 apr. J.-C..
Édile vers 15 ou 16, il entreprend de renforcer la surveillance des cabarets[Quoi ?] à Rome. Il est consul ordinaire en 22. Ayant dilapidé sa fortune, il doit quitter Rome. En 36, l'empereur Tibère par une lettre sévère lui refuse de tirer au sort le proconsulat d'une province. Ne supportant pas ce refus, Caius Galba se suicide,.
Sa fille, Sulpicia Galbilla épouse Publius Cornelius Dollabella, consul en 10.